# Detlev Arendt
Detlev Arendt ist ein deutscher Entwicklungsbiologe.
Arendt studierte Zoologie an der Albert-Ludwigs-Universität Freiburg, an der er 1999 promoviert wurde. Die Dissertation (Vergleich molekularer Mechanismen der Frühentwicklung von Gastroneuralia und Notoneuralia in Hinblick auf die Hypothese der dorsoventralen Achsenumkehr bei frühen Chordaten) verglich das zentrale Nervensystem bei Insekten, Ringelwürmern und Wirbeltieren. Die evolutionäre Entwicklung des Nervensystems und von tierischen Körperplänen (Evo-Devo) blieb auch weiterhin sein Forschungsfeld, wofür er den Meeresringelwurm Platynereis dumerilii als Modelltier in die Entwicklungsbiologie einführte (als lebendes Fossil und Übergang zwischen den verbreiteten klassischen Modelltieren C. elegans und Drosophila).  2002 wurde er Teamleiter und 2007 Gruppenleiter und Senior-Wissenschaftler am European Molecular Biology Laboratory (EMBL). 2008 wurde er Honorarprofessor an der Ruprecht-Karls-Universität Heidelberg.
Er trug wesentlich zur Aufklärung der Evolution der Lichtsinneszellen bei und entwickelte mit der molekularen Evolution von Zelltypen ein neues Forschungsfeld. Ein Ziel ist auch die Rekonstruktion der Urform der Bilateria, die vor rund 600 Millionen Jahren lebte.
2011 erhielt er die Alexander-Kowalewski-Medaille. 2012 erhielt er einen ERC Advanced Grant. 2017 wurde er zum Mitglied der Academia Europaea gewählt.

## Schriften (Auswahl)
- mit K. Nübler-Jung: Comparison of early nerve cord development in insects and vertebrates, Development, Band 126, 1999, S. 2309–2325
- mit Jochen Wittbrodt: Reconstruction of the eyes of Urbilateria, Phil. Trans. Roy. Soc. B, Band 356, 2001, S. 1545–1563, PMID 11604122
- mit N. Dray u. a.: Hedgehog signaling regulates segment formation in the annelid Platynereis , Science, Band 329, 2010, S. 339–342
- mit A. Lauri u. a.: Development of the annelid axochord: insights into notochord evolution, Science, Band 345, 2014, S. 1365–1368
- mit H. Marlow: Evolution: ctenophore genomes and the origin of neurons, Current Biology, Band 24, 2014, R757–761, PMID  25137591
- mit G. P. Wagner u. a.: The origin and evolution of cell types, Nature Reviews Genetics, Band 17, 2016, S. 744–757
- Hox genes and body segmentation, Science, Band 361, 2018, S. 1310–1311
- mit C. Nielsen, T. Brunet: Evolution of the bilaterian mouth and anus, Nature Ecology & Evolution, Band 2 2018, S. 1358–1376
- Animal Evolution: Convergent Nerve Cords ?, Current Biology, Band 28, 2018,  R225–R227, PMID 29510113
- The evolutionary assembly of neuronal machinery, Current Biology, Band 30, 2020, R603–R616
- mit B. Özpolat u. a.: The Nereid on the rise: Platynereis as a model system, EvoDevo, Band 12, 2021, S. 10